# Viperă (gen)
Viperele (Vipera) sunt un gen de șerpi veninoși din familia Viperidae, familie care cuprinde cca. 80 de specii răspândite în Eurasia și regiunile tropicale și subtropicale din Africa. 

## Morfologie
În general viperele au o lungime de la 20 de cm ("Bitis peringueyi") și pot ajunge până la 2.5 m ("Lachesis muta"). Corpul șarpelui este lățit, având frecvent un desen ce seamănă cu litera „V” pe cap, care are o formă triunghiulară. Spre deosebire de „Colubridae” (năpârcă) și „Elapidae”, au corpul acoperit cu solzi mici. Toate speciile din cadrul familiei sunt veninoase, veninul fiind produs de o glandă cu venin, otrava fiind injectată victimei prin doi dinți lungi situați pe maxilarul superior, fiind prevăzuți cu un canal.

## Mod de viață
Aproape toate speciile sunt adaptate să trăiască pe sol, numai speciile „Atheris” din Africa ducând o viață arboricolă. Dintre speciile care trăiesc pe sol pot fi amintite cele din regiuni de deșert, ca „Bitis peringueyi” sau vipera cu corn africană ("Cerastes"), care se deplasează lateral pe nisip, sau vipera „Adenorhinos barbouri” care se deplasează prin mișcări de alunecare.
Viperele sunt în general active ziua și în amurg, cu excepția celor din regiunile calde tropicale, care sunt active noaptea. Speciile care trăiesc în regiunile cu climă temperată cad iarna într-o stare de amorțire.
Hrana lor constă în special din mamifere mici, care sunt omorâte de veninul injectat prin mușcătura viperei. Veninul de viperă este hemotoxic, distrugând hematiile și țesuturile cu care vine în contact (rezultatul fiind necroze), având totodată o acțiune anticoagulantă; printr-o acțiune neurotoxică poate produce paralizii. Câteva specii, ca „Macrovipera schweitzeri”, s-au specializat pe vânare de păsări. Speciile mai mari, ca „Bitis gabonica”, vânează animale mai mari, ca de exemplu porcul cu țepi (Hystricidae) sau maimuțe (Primates), lilieci (Chiroptera) și antilope pitice (Neotragus pygmaeus). Alte specii, ca „Vipera ursinii”, se hrănesc în special cu diferite animale mici și artropode (insecte). Cu mici excepții, viperele sunt animale vivipare (nasc pui vii).

## Areal de răspândire
Arealul lor de răspândire este o mare parte din Africa fără Madagascar, Asia cu unele insule și Europa. Viperele provin probabil din Africa de unde s-au răspândit adaptându-se la noile condiții climatice. Astfel, „Daboia russelii” sau „Macrovipera lebetina” au un areal de răspândire foarte mare, pe când „Montatheris hindii” sau „Macrovipera schweizeri” trăiesc pe areale mai restrânse în Africa. Majoritatea lor trăiesc în regiunile tropicale sau subtropicale, cu excepția lui „Vipera berus” care trăiește în Scandinavia.
În România, Clisura Dunării, zonă din județul Mehedinți, este numită „polul viperelor”.

## Specii

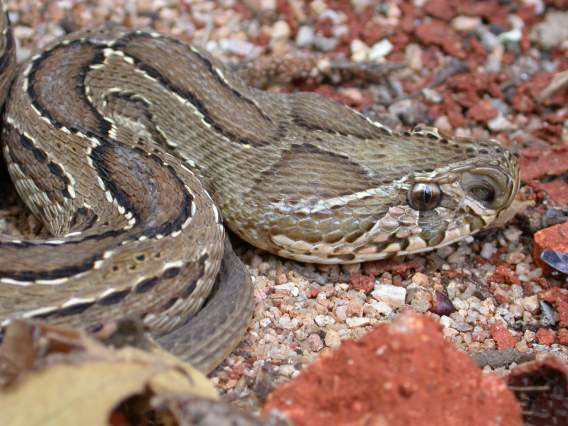
Daboia russelli

Conform The Reptile Database:
- Vipera albicornuta Nilson y Andrén, 1985
- Vipera albizona Nilson, Andrén y Flärdh, 1990
- Vipera altaica Tuniyev, Nilson & Andrén, 2010
- Vipera ammodytes (Linnaeus, 1758)
- Vipera aspis (Linnaeus, 1758)
- Vipera barani Böhme et Joger, 1984
- Vipera berus (Linnaeus, 1758)
- Vipera bornmuelleri Werner, 1898
- Vipera bulgardaghica Nilson y Andrén, 1985
- Vipera darevskii Vedmederja, Orlov y Tunyev, 1986
- Vipera dinniki Nikolsky, 1913
- Vipera kaznakovi Nikolsky, 1909
- Vipera latasti Bosca, 1878
- Vipera latifii Mertens, Darevsky y Klemmer, 1967
- Vipera lotievi Nilson, Tuniyev, Orlov, Hoggren y Andrén, 1995
- Vipera magnifica Tuniyev & Ostrovskikh, 2001
- Vipera monticola Saint-Girons, 1954
- Vipera nikolskii Vedmederja, Grubant y Rudayeva, 1986
- Vipera olguni[3] Tuniyev, Avcı, Tuniyev, Agasian & Agasian, 2012
- Vipera orlovi Tuniyev & Ostrovskikh, 2001
- Vipera palaestinae Werner, 1938
- Vipera pontica Billing, Nilson y Sattler, 1990
- Vipera raddei Boettger, 1890
- Vipera seoanei Lataste, 1879
- Vipera ursinii (Bonaparte, 1835)
- Vipera wagneri Nilson y Andrén, 1984
- Vipera xanthina (Gray, 1849)[4]

### Specii din România
- Vipera ammodytes ammodytes (Linnaeus 1758) = Vipera cu corn, Vipera cu corn bănățeană
- Vipera ammodytes montandoni Boulenger 1904 = Vipera cu corn dobrogeană
- Vipera berus berus (Linnaeus 1758) = Vipera, Vipera comună
- Vipera berus bosniensis (Boettger, 1889) = Viperă bosniacă - prezența în România discutabilă
- Vipera nikolskii sau Vipera berus nikolskii (Vedmederya, Grubant & Rudajewa 1986) = Vipera lui Nikolsky
- Vipera renardi renardi (Christoph 1861)  sau Vipera ursinii renardi (Cristoph, 1861)  = Vipera de stepă Renard - prezența în România discutabilă, unii autori consideră populațiile din România ca aparținând subspeciei Vipera ursinii moldavica
- Vipera ursinii rakosiensis Méhely, 1894  = Vipera de fâneață
- Vipera ursinii moldavica Nilson, Andrén & Joger, 1993 = Vipera de stepă moldavă

## Galerie

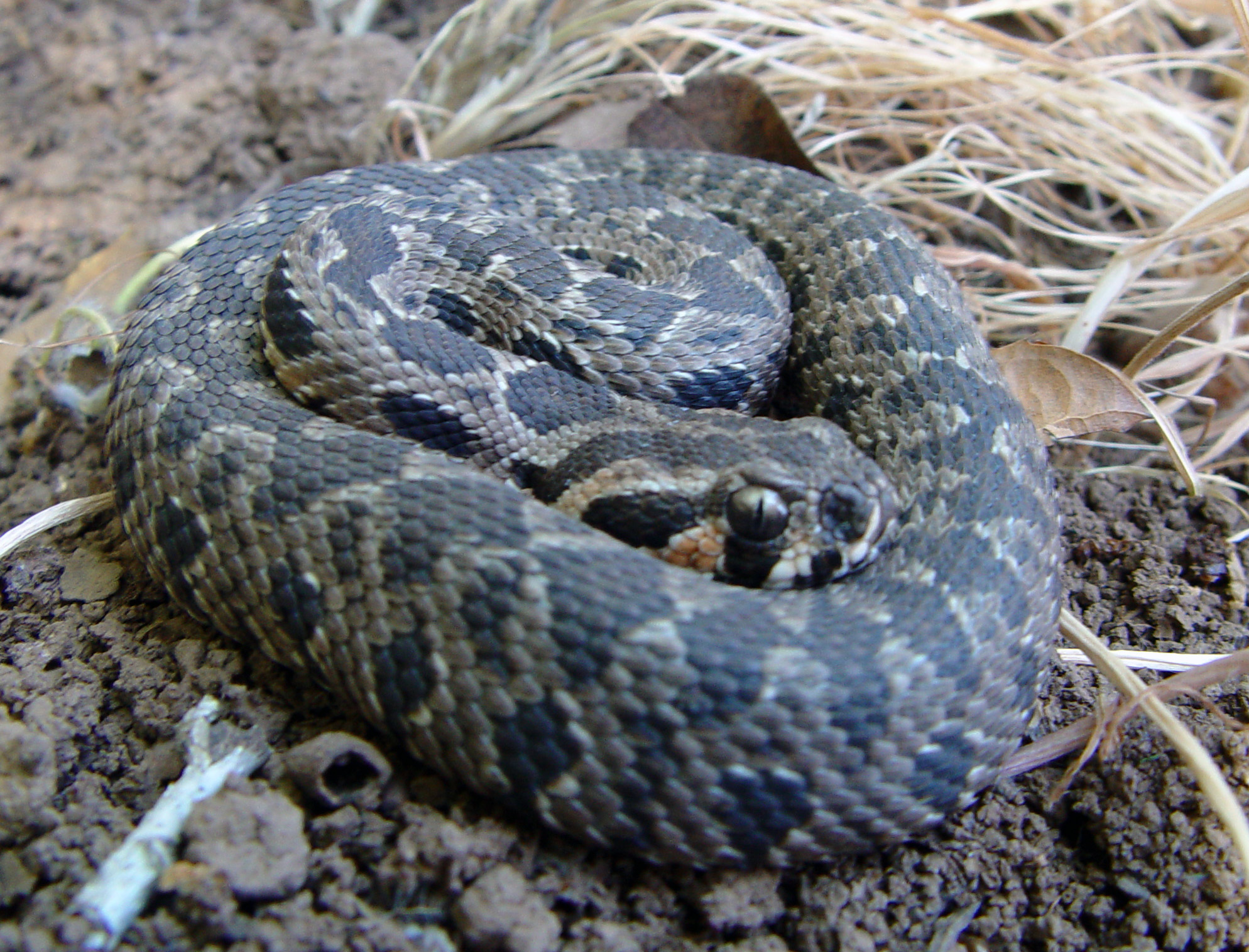
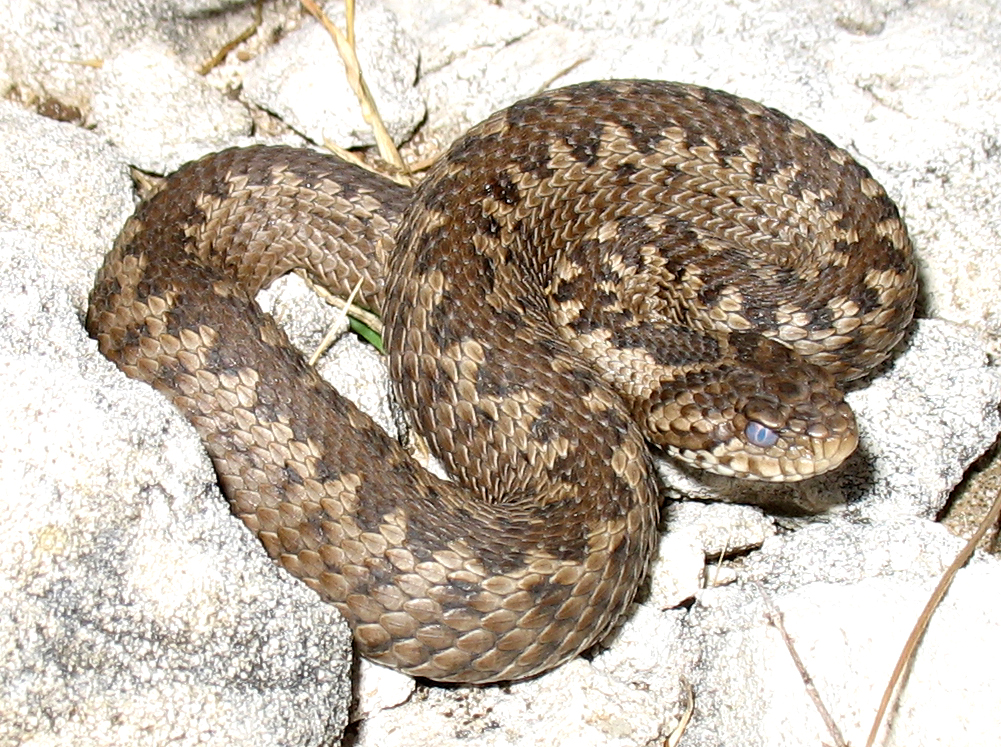
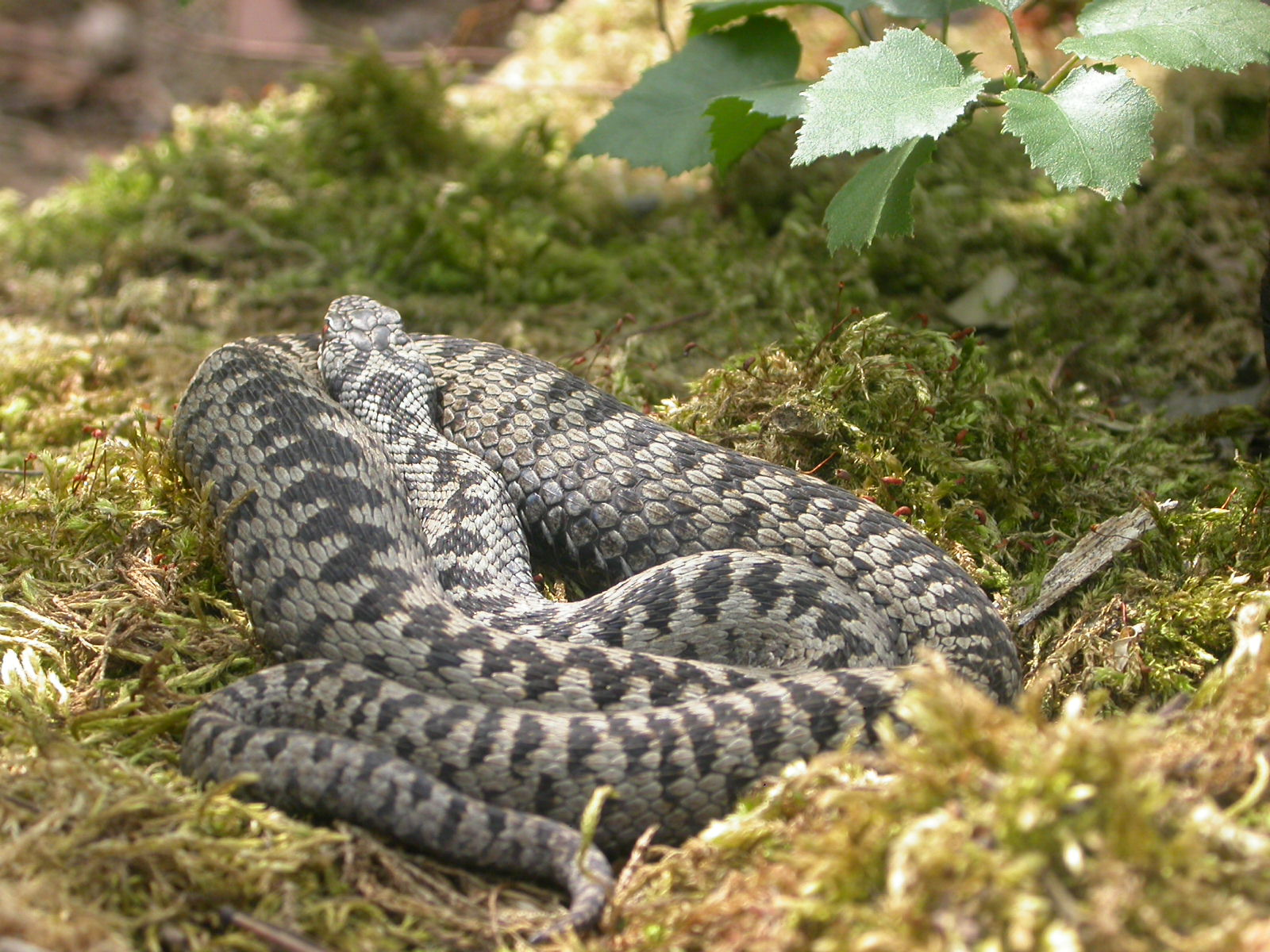